# Roland Burris
Roland Burris (ur. 3 sierpnia 1937) – amerykański polityk, członek Partii Demokratycznej, w latach 2009–2010 senator Stanów Zjednoczonych ze stanu Illinois mianowany na miejsce zwolnione przez prezydenta Baracka Obamę.